# Cosmic Music
Cosmic Music é um álbum de estúdio dos músicos de jazz John Coltrane e Alice Coltrane. Foi lançado depois do falecimento de Coltrane pela Impulse! Records.

## Faixas
1. "Manifestation"
2. "Lord, Help Me To Be"
3. "Reverend King"
4. "The Sun"

As faixas principais também foram lançadas como:
1. "Manifestation" (11:44)
2. "Reverend King (Written in the Honor of Reverend Martin Luther King, Jr.)" (10:45)
3. "Peace on Earth" (9:03)
4. "Leo" (10:08)

## Músicos
- John Coltrane - saxofone soprano e saxofone tenor;
- Pharoah Sanders - saxofone tenor, piccolo;
- Alice Coltrane - piano
- Jimmy Garrison - baixo;
- Rashied Ali – bateria;
- Ray Appleton - percussão (gravações de 1966);
- Ben Riley - percussão (gravações de 1968).

## Crítica
| Críticas profissionais                                                      | Críticas profissionais |
| Avaliações da crítica                                                       | Avaliações da crítica  |
| Fonte                                                                       | Avaliação              |
| --------------------------------------------------------------------------- | ---------------------- |
| Allmusic                                                                    | [ 1 ]                  |
| Esta tabela precisa de ser acompanhada por texto em prosa. Consulte o guia. |                        |